# Uhřínov
Uhřínov település Csehországban, a Žďár nad Sázavou-i járásban. Uhřínov Otín, Velké Meziříčí, Stránecká Zhoř, Baliny, Horní Radslavice, Nový Telečkov és Horní Heřmanice településekkel határos. Lakosainak száma 385 fő (2024. január 1.).

## Népesség
A település lakosságának változását az alábbi diagram mutatja:
| Lakosok száma | 331  | 359  | 383  | 349  | 269  | 268  | 322  | 355  | 379  | 385  |
|               | 1869 | 1890 | 1921 | 1950 | 1980 | 2001 | 2017 | 2019 | 2022 | 2024 |